# سکوکان (منوجان)
سکوکان، روستایی از توابع بخش مرکزی شهرستان منوجان در استان کرمان ایران است.

## جمعیت
این روستا در دهستان گشمیران قرار دارد و براساس سرشماری عمومی نفوس و مسکن در سال ۱۳۹۵، جمعیت آن برابر با ۶۳ نفر (۲۳ خانوار) بوده‌است.